# Mokumokuren

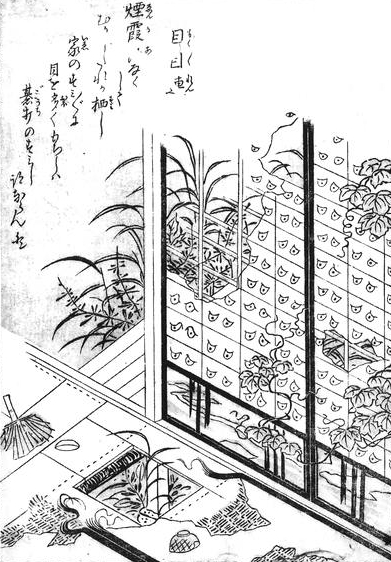
mokumokuren illustrato da Toriyama Sekien

Il Mokumokuren (目目連) è uno yōkai del folclore giapponese.

## Caratteristiche
I mokumokuren vivono in shoji (muri di tela giapponesi) stracciati, nei tatami e nei muri. Il nome significa letteralmente "molti occhi" e prediligono occupare case infestate.
L'unico modo di pacificare questi spiriti è quello di riparare le sue toppe.
Si dice che un mercante in viaggio per risparmiare sull'alloggio si rifugiò in una casa abbandonata e, mentre la perlustrava, si imbatté con un mokumokuren. Invece di fuggire terrorizzato, il mercante ne cavò gli occhi per rivenderli altrove.